# Philodendron grazielae
Philodendron grazielae är en kallaväxtart som beskrevs av George Sydney Bunting. Philodendron grazielae ingår i släktet Philodendron och familjen kallaväxter. Inga underarter finns listade.